# Direito público de acesso à natureza

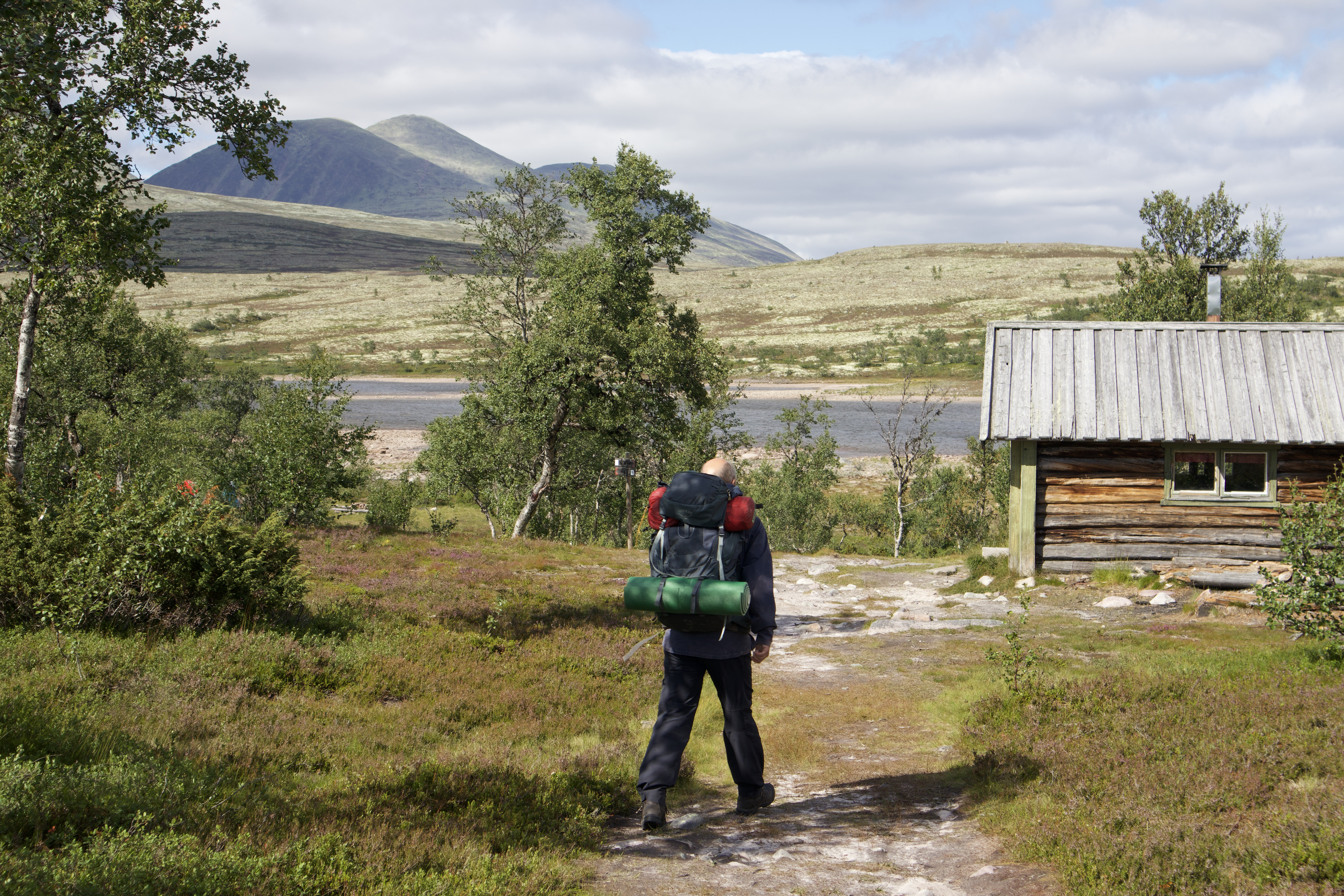
Homem com uma mochila nas costas olhando para montanhas no horizonte

O Direito público de acesso à natureza é um direito tradicional existente na Suécia, Noruega, Finlândia, Islândia, Escócia, e outros países, que permite a qualquer pessoa atravessar ou pernoitar num terreno privado, desde que não incomode ou cause estragos nessa propriedade.
É conhecido como allemansrätt na Suécia, allemannsretten na Noruega e jokamiehenoikeus na Finlândia. Na Suécia, este direito foi introduzido na década de 1930, para facilitara o acesso à natureza por parte dos habitantes das cidades, estando mencionado desde 1994 na Constituição da Suécia.
Na Noruega, está inserido na Lei da Recreação no Exterior - Friluftsloven – de 1957.